# すすきの天国 よるたま
「すすきの天国 よるたま」（すすきのてんごく よるたま）は、かつて北海道札幌市中央区すすきのを舞台にしたテレビ北海道でローカル放送されていた風俗情報バラエティ番組。ここでは、前身番組の「よるのたまご」と後継番組である「元祖爆笑王のすすきの伝説 よるたま」、「武井壮とマンゾクディーバの新 よるたま」、「よるたま ネオ」、「すきタマTV」も扱う。

## 概要
前身番組『よるのたまご』より内容が一新され『すすきの天国 よるたまxx』（xxの部分が変化する。）としてシリーズ化された。すすきのなどの北海道の繁華街で働く女性を紹介・応援する、こと基本に様々な企画を行う。
2011年4月から一新され、初の1年以上番組タイトルが変わらない『元祖爆笑王のすすきの伝説 よるたま』（がんそばくしょうおうの すすきのレジェンド よるたま）、2013年7月からは『武井壮とマンゾクディーバの新 よるたま』（たけいそうとマンゾクディーバのしん よるたま）となった。
2016年10月からは、『よるたま ネオ』（YORUTAMA neo）としてかみむらしんやとふれさわひろみつのコンビが復活、2017年1月からは『すきタマTV』（SUKi-TAMA TV、すきタマティービー）としてリニューアルされ、2017年3月をもって終了し「すすきの天国 よるたま」から15年、「よるのたまご」を含め16年続いてきた風俗情報バラエティ番組の歴史に幕を閉じた。

### 番組より誕生したキャラクター
札幌太郎と北海兄さんず
よるたまVIで誕生した札幌太郎は、かみむらしんやが演じるキャラ。北海兄さんは、ふれさわひろみつ。また、CDデビューもしており、当時のエンディングテーマとしても使用された。CDは、限定3.000枚。
SUSUKiNOエレジー：札幌太郎と北海兄さんず with 五十嵐浩晃
1. SUSUKiNOエレジー
2. ROAD TO SUSUKiNO 〜ススキノへ行こう〜

## 出演者

### よるのたまご - すすきの天国 よるたまZ
MC
- 五十嵐浩晃（よるのたまご - Z）
- かみむらしんや（よるのたまご - Z）
- ふれさわひろみつ（よるのたまご(ナレーター) - Z）

レギュラー
- さおり（よるたま2・3・4・V）
- 札幌太郎（よるたまVI） - かみむらが演じるキャラクター
- 北海兄さん（よるたまVI） - ふれさわが演じるキャラクター
- MAN-ZOKUディーバ（卒業メンバー）
  - 小沢菜穂、宮路ナオミ（よるたまVI）
  - 若菜ひかる（よるたまVI - 7）
  - 水元ゆうな（よるたまVI - Z）
  - 灘坂舞（よるたま7）
  - 佐山愛（よるたま八 - GT）
  - 希志あいの（よるたま八 - Z）
  - 木下柚花（よるたまGT - Z）

### 元祖爆笑王のすすきの伝説 よるたま
ナビゲーター
- 元祖爆笑王

スペシャルサポーター・ゲスト
準レギュラー（一定頻度以上の出演で称される）
- トミドコロ
- 安田大サーカス
  - クロちゃん
  - HIRO
- 杉浦双亮（360°モンキーズ）
- ヒロシ
- インスタントジョンソン
  - じゃい
  - ゆうぞう
- サンドウィッチマン
- ザブングル
  - 加藤歩

### 武井壮とマンゾクディーバの新 よるたま
メインMC
- 武井壮[1]
- MAN-ZOKUディーバ[2]
  - みひろ[3][4]
  - 吉沢明歩
  - 由愛可奈

ちょっと大人の粋な店 YUGAの晩餐
- YUGA(CLUB PRINCE)

宗男が行く
- 鈴木宗男
- ホタル
- 森チカ

ナレーター
- mika[6]
- emi

### よるたま ネオ - すきタマTV
メインMC
- かみむらしんや
- ふれさわひろみつ

ナレーター
- 山下由紀菜
- MIHO

## エンディングテーマ
よるのたまご 2001年
- TRUE LOVE 〜真実を重ねて〜：久野かおりと五十嵐浩晃によるデュエットソング。久野かおりのアルバム『Rhapsody』に収録。

よるたまVI 2006年
- SUSUKiNOエレジー：札幌太郎と北海兄さんず with 五十嵐浩晃

よるたまZ 2009年4月 - 6月
- シャンパンダ!!：club Prince

よるたまZ 2009年7月 - 2011年3月
- 真夏のアッチッチ〜ノ!：club Prince[7]

元祖爆笑王のすすきの伝説 よるたま 2011年4月 - 2013年6月
- ぼくのとなりにいてくれませんか?：C&K
- LOVEドッきゅん♥2♥：club Prince
- お前だけだよ～悪・羅・悪・LOVE SONG!～：club Prince

武井壮とマンゾクディーバの新 よるたま 2013年7月 - 2016年9月
- 真夏のアッチッチ〜ノ!：CLUB PRINCE
- Summer With：CLUB PRINCE
- Memorial：CLUB PRINCE

## スタッフ
※「すきタマTV」時点
- 制作 - オフィスセブン[8]
- 制作著作 - 株式会社 シーズ北海道[9]
- レギュラー提供[10]
  - 表示テロップ有り
    - Yukai LIFE北海道[11][12]

  - 表示テロップ無し
    - 原価チェーン[13]
    - 63ジンギスカン[14]
    - ネクサスプランニング[15]